# ジェームズ・ノーマン・ホール
ジェームズ・ノーマン・ホール（James Norman Hall、1887年4月22日 - 1951年7月5日）はアメリカ合衆国の小説家。

## 作品
すべてチャールズ・ノードホフとの共著
- 戦艦バウンティ
- 流刑の大陸
- 渡洋爆撃隊
- タヒチの食いつぶし一家
- 戦艦バウンティ号の叛乱
- ハリケーン